# Hans Galinsky
Hans Galinsky (ur. 12 maja 1909 we Wrocławiu, zm. 25 lipca 1991) – niemiecki anglista, amerykanista.
Studiował niemiecki, angielski, historię i filozofię na uniwersytecie w Heidelbergu, Wrocławiu i w Londynie. W 1938 habilitował się w Londynie na podstawie pracy Deutsches Schrifttum der Gegenwart in der englischen Kritik der Nachkriegszeit (1938). W 1952 został profesorem na uniwersytecie w Moguncji. Był profesorem gościnnym na uniwersytecie w Minnesocie i Michigan.
Zajmował się wpływem języka angielskiego i amerykańskiego na język niemiecki, a także przemianami literacko-kulturowymi Europy pod wpływem języka angielskiego i amerykańskiego. Zajmował się promowaniem osiągnięć niemieckiej amerykanistyki na terenie USA. Także dzięki jego wysiłkom amerykanistyka zajęła ważne miejsce na uniwersytetach niemieckich. Był współzałżycielem Deutsche Gesellschaft für Amerikastudien.
Jego główne dzieła to:
- Deutsches Schrifttum der Gegenwart in der englischen Kritik der Nachkriegszeit (1919-1935) (1938),
- Die Sprache des Amerikaners (1952),
- Sprache und Sprachkunstwerk in Amerika (1961),
- Amerika und Europa: Sprachliche und sprachkünstlerische Wechselbeziehungen in amerkanistischer Sicht (1968),
- Das Amerikanische Englisch: Seine innere Entwicklung und internationale Ausstrahlung (1979).